# Fernand Picot
Fernand Picot (Pontivy, 10 maggio 1930 – Noyal-Pontivy, 22 ottobre 2017) è stato un ciclista su strada francese.
Professionista dal 1953 al 1965, vinse il Grand Prix de Plouay nel 1961 e nel 1963.

## Biografia
Passò professionista nel 1953, correndo per due anni come indipendente nella Arrow; nel 1954 vinse una tappa alla Corsa della Pace e il Circuit de l'Aulne. Nel 1955 corse per la Urago, vincendo due tappe e la generale al Tour de Champagne. Tra il 1956 e il 1961 vestì la maglia della Mercier, vincendo tre tappe al Critérium du Dauphiné libéré, una nel 1956 e due nel 1957, una tappa alla Parigi-Nizza nel 1958, una tappa al Grand Prix du Midi Libre nel 1959, il Grand Prix de Plouay e la Genova-Nizza nel 1961. Nel 1962 passò alla Peugeot, nel 1963 alla Bertin, vincendo il Grand Prix de Plouay; tra il 1964 ed il 1965 corse per la Margnat, prima di ritirarsi. Partecipò a otto edizioni consecutive del Tour de France e una del Giro d'Italia.
Muore il 22 ottobre 2017 all'età di 87 anni.

## Palmarès
- 1953 (Arrow, due vittorie)

5ª tappa Route de France
6ª tappa Route de France
- 1954 (Arrow, due vittorie)

11ª tappa Corsa della Pace (Pardubice > Brno)
Circuit de l'Aulne
- 1955 (Urago, tre vittorie)

2ª tappa Tour de Champagne (Charleville > Châlons)
4ª tappa Tour de Champagne (Troyes > Senlis)
Classifica generale Tour de Champagne
- 1956 (Mercier, una vittoria)

3ª tappa Critérium du Dauphiné libéré
- 1957 (Mercier, due vittorie)

3ª tappa, 2ª semitappa Critérium du Dauphiné libéré (Tournon > Vals-les-Bains)
9ª tappa Critérium du Dauphiné libéré (Divonne > Grenoble)
- 1958 (Mercier, una vittoria)

6ª tappa Parigi-Nizza (Montpellier > Manosque)
- 1959 (Mercier, una vittoria)

2ª tappa Grand Prix du Midi Libre
- 1961 (Mercier e Peugeot, tre vittorie)

Grand Prix de Plouay
Genova-Nizza
Mi-août en Bretagne
- 1963 (Bertin, una vittoria)

Grand Prix de Plouay

### Altri successi
- 1954

Circuit des Blés d'Or (Gouesnou)
Criterium di Châteaurenard
- 1956

Criterium di Saint-Pierre-le-Moûtier
- 1957

Criterium di Hennebont
Criterium di Gourin
- 1958

Criterium di Plonéour-Lanvern
- 1959

Criterium di Les Aix-d'Angillon
Criterium di Plessala
Criterium di Ussel
- 1960

Criterium di Dinan
Criterium di Guénin
- 1961

Classifica a punti Critérium du Dauphiné libéré
Criterium di Thouars
- 1962

Criterium di Saint-Méen-le-Grand

## Piazzamenti

### Grandi Giri
- Giro d'Italia

1958: fuori tempo massimo (8ª tappa)
- Tour de France

1955: ritirato (9ª tappa)
1956: 18º
1957: 13º
1958: 49º
1959: 44º
1960: 46º
1961: 27º
1962: 55º

### Classiche monumento
- Milano-Sanremo

1958: 97º
1959: 35º
1960: 31º
1961: 29º
- Parigi-Roubaix

1959: 29º
- Liegi-Bastogne-Liegi

1960: 28º
- Giro di Lombardia

1956: 67º
1957: 30º
1958: 27º
1959: 27º
1960: 29º